# Урожайнівська сільська рада (Борщівський район)
Урожа́йнівська сільська́ ра́да — адміністративно-територіальна одиниця та орган місцевого самоврядування в Борщівському районі Тернопільської області. Адміністративний центр — село Урожайне.

## Загальні відомості
- Територія ради: 3,186 км²
- Населення ради: 904 особи (станом на 2001 рік)

## Населені пункти
Сільській раді підпорядковані населені пункти:
- с. Урожайне
- с. Дзвенигород
- с. Латківці

## Населення
За переписом населення України 2001 року в сільській раді мешкало 888 осіб.

### Мова
Розподіл населення за рідною мовою за даними перепису 2001 року:
| Мова       | Відсоток |
| ---------- | -------- |
| українська | 99,56 %  |
| російська  | 0,44 %   |

## Склад ради
Рада складається з 14 депутатів та голови.
- Голова ради:
- Секретар ради: Бойко Любов Володимирівна

### Керівний склад попередніх скликань
| Прізвище, ім'я, по батькові      | Основні відомості                      | Дата обрання | Дата звільнення |
| -------------------------------- | -------------------------------------- | ------------ | --------------- |
| Шмигельська Мирослава Едуардівна | Сільський голова, 1959 року народження | 26.03.2006   | 31.10.2010      |

Примітка: таблиця складена за даними сайту Верховної Ради України

### Депутати
За результатами місцевих виборів 2010 року депутатами ради стали:

#### За суб'єктами висування
| Суб'єкт висування | Кількість обраних депутатів | %   |
| ----------------- | --------------------------- | --- |
| Самовисування     | 14                          | 100 |

#### За округами
| № округу | Прізвище, ім'я, по батькові    | Дата визнання обраним | Освіта | Партійна приналежність                | Відомості про обраного депутата                                                         |
| -------- | ------------------------------ | --------------------- | ------ | ------------------------------------- | --------------------------------------------------------------------------------------- |
| 1        | Груба Олександра Василівна     | 03.11.2010            | вища   | член Соціалістичної партії України    | с. Урожайне, начальник Відділення зв'язку                                               |
| 2        | Медвідь Тарас Олексійович      | 03.11.2010            | вища   | позапартійний                         | тимчасово не працює                                                                     |
| 3        | Кривецька Світлана Вікторівна  | 03.11.2010            | вища   | член Народного Руху України           | с. Дзвенигород, сільський клуб, завідувачка сільського клубу                            |
| 4        | Бойко Любов Володимирівна      | 03.11.2010            | вища   | член Політичної партії «Наша Україна» | Урожайнівська с/р, секретар                                                             |
| 5        | Гуменюк Ігор Корнилович        | 03.11.2010            | вища   | позапартійний                         | тимчасово не працює                                                                     |
| 6        | Кривецька Марія Михайлівна     | 03.11.2010            | вища   | позапартійна                          | фельдшерсько-акушерський пункт с. Латківці, завідувачка Фапу                            |
| 7        | Ганусяк Михайло Петрович       | 03.11.2010            | вища   | позапартійний                         | фельдшерсько-акушерський пункт с. Дзвенигород, завідувач фапу                           |
| 8        | Гудима Володимир Федорович     | 03.11.2010            | вища   | позапартійний                         | с. Урожайне цегельний завод, працівник цегельного заводу                                |
| 9        | Зозуля Леся Романівна          | 03.11.2010            | вища   | позапартійна                          | тимчасово не працює                                                                     |
| 10       | Правдяк Оксана Іванівна        | 03.11.2010            | вища   | позапартійна                          | Латковецький НОК, вчитель початкових класів                                             |
| 11       | Яковенчук Олена Іванівна       | 03.11.2010            | вища   | позапартійна                          | Дзвиняцька загальноосвітня школа, Дзвиногородська загальноосвітня школа, вчитель фізики |
| 12       | Вигідна Любов Ярославівна      | 03.11.2010            | вища   | позапартійна                          | Бібліотека с. Латківці, завідувачка бібліотеки                                          |
| 13       | Петрик Мирослав Іванович       | 03.11.2010            | вища   | позапартійний                         | тимчасово не працює                                                                     |
| 14       | Матківська Мирослава Тарасівна | 03.11.2010            | вища   | член Народного Руху України           | Урожайнівська с/р, бухгалтер                                                            |